# Кактусово орехче
Кактусовото орехче (Campylorhynchus brunneicapillus) е вид птица от семейство Troglodytidae. Видът е незастрашен от изчезване.

## Разпространение
Среща се в Мексико и САЩ.